# Geografia Slovaciei
Slovacia este un stat fără ieșire la mare din Europa Centrală, cu o populație de peste cinci milioane de locuitori, și o suprafață de aproximativ 49.000 km². Se învecinează cu Ucraina la est, cu Polonia la nord-est, cu Cehia la nord-vest, cu Austria la vest și cu Ungaria la sud. Capitala și cel mai mare oraș este Bratislava (vechiul Pressburg), localizat în sud-vestul țării, cu o populație de 430.000 locuitori. Celelalte orașe importante sunt Košice (Cașovia), Prešov, Nitra, Žilina, Banská Bystrica, Trnava. Slovacia este un membru al Uniunii Europene, NATO, OCDE, OMC și a altor organizații internaționale.
Slovacia este un stat dezvoltat, cu o economie cu venit ridicat. cu una dintre cele mai mari rate de creștere din UE și OECD. Țara s-a alăturat Uniunii Europene în 2004 și Zonei euro pe 1 ianuarie 2009. Slovacia, împreună cu Slovenia, Estonia, Letonia și Lituania sunt unicele țări din fostul bloc comunist care fac parte din Uniunea Europeană, Zona Schengen și NATO simultan.  
Relieful este predominant muntos, format din: a) Munți : Tatra Inaltă (vârful Gerlachovsky (2.655 m), Tatra Joasă, Carpații Mici,  Carpații Albi, Munții Metaliferi; b). Câmpii : Câmpia Dunării și Câmpia Tisei; c) Dealuri și podișuri, lacuri glaciale în zone montane; Râurile  care trec prin Slovacia sunt Dunărea cu afluenții săi: Hron, Vah, Morava. .             
Coordonate geografice: 48°40’ lat. N, 19°30’ long. E; Suprafața: uscat: 48800 km²: apă: 45 km²; Lungime de frontieră: 1524 km; Lungime de coastă: 0 km; Extreme de elevație: punctul cel mai înalt: Gerlachovsky Stit (2655 m); punctul cel mai jos: râul Bodrok (94 m).

## Relief
Relieful este predominant muntos, pe teritoriul Slovaciei aflându-se edificiul Carpaților Mici (altitudinea maximă 768 m) și Carpaților Albi (cca. 1000 m și cu desfășurare mai largă, cuprinzând numeroși martori de calcare jurasice). În nordul țării se află Masivul Tatra Înaltă, cu cel mai înalt vârf din lanțul Carpatic - Gerlachovsky Stit (2655 m). Există un număr mare de forme glaciare (văi glaciare, morene terminale, custuri, circuri glaciare în care s-au format lacuri, etc.). În partea meridională a Masivului Tatra Înaltă se găsește Masivul Tatra Joasă alcătuit predominant din roci dure(granite și șisturi cristaline), cu max. 2043 m în vf. Dumbier. În sudul acestora, un culoar tectonic orientat est-vest, drenat de râul Hron, desparte munții din nord de Munții Metaliferi, joși, cu altitudini ce depășesc rar 1400 m(max 1477m).
Zonele cele mai joase ale Slovaciei corespund Câmpiei Dunării în sud-vest(200-300 m), Câmpiei Tisei în sud-est.
Peisajul slovac este foarte contrastant la nivelul reliefului. Carpații (la poalele cărora se află Bratislava) se întind pe cea mai mare parte a nordului țării. 
Printre aceștia, se disting Munții Tatra (Tatry), care sunt o destinație foarte populară pentru schi și care, de asemenea, conțin numeroase lacuri și văi, precum și cele mai înalte puncte ale Slovaciei, Gerlachovský (2.655 m) și Krivan, simbol al țării.
Câmpiile se găsesc în sud-vest (de-a lungul Dunării) și sud-est. Cele mai mari râuri slovace, altele decât Dunărea (Dunaj) sunt afluenții acestuia, Váh și Hron, precum și Morava care formează frontiera cu Austria.

## Clima
Este temperată, cu veri relativ răcoroase și ierni friguroase, înnorate și umede (precipitații abundente sub formă de ninsoare), care ating peste 2000 mm anual în Munții Tatra. În iulie, temperatura medie este de 21°C iar în ianuarie de -1°C. 

## Hidrografia
Slovacia dispune de o bogată rețea hidrografică, cele mai importante râuri sunt: Dunărea, trece prin Bratislava, cu afluenții principali Vah și Hron; Torysa și Ondava. Cursurile principale de apă (Nitra, Hron) sunt drenate de Dunăre, fluviu care limitează Slovacia în sud.

## Flora și fauna
Peste o treime din țară este acoperit de păduri. Se mai găsesc zone de pășuni de stepă. Fauna include vulpea, iepurele și porcul sălbatic, o mare varietate de păsări trăiesc în văi. În ape trăiesc crapul, știuca și păstrăvul.

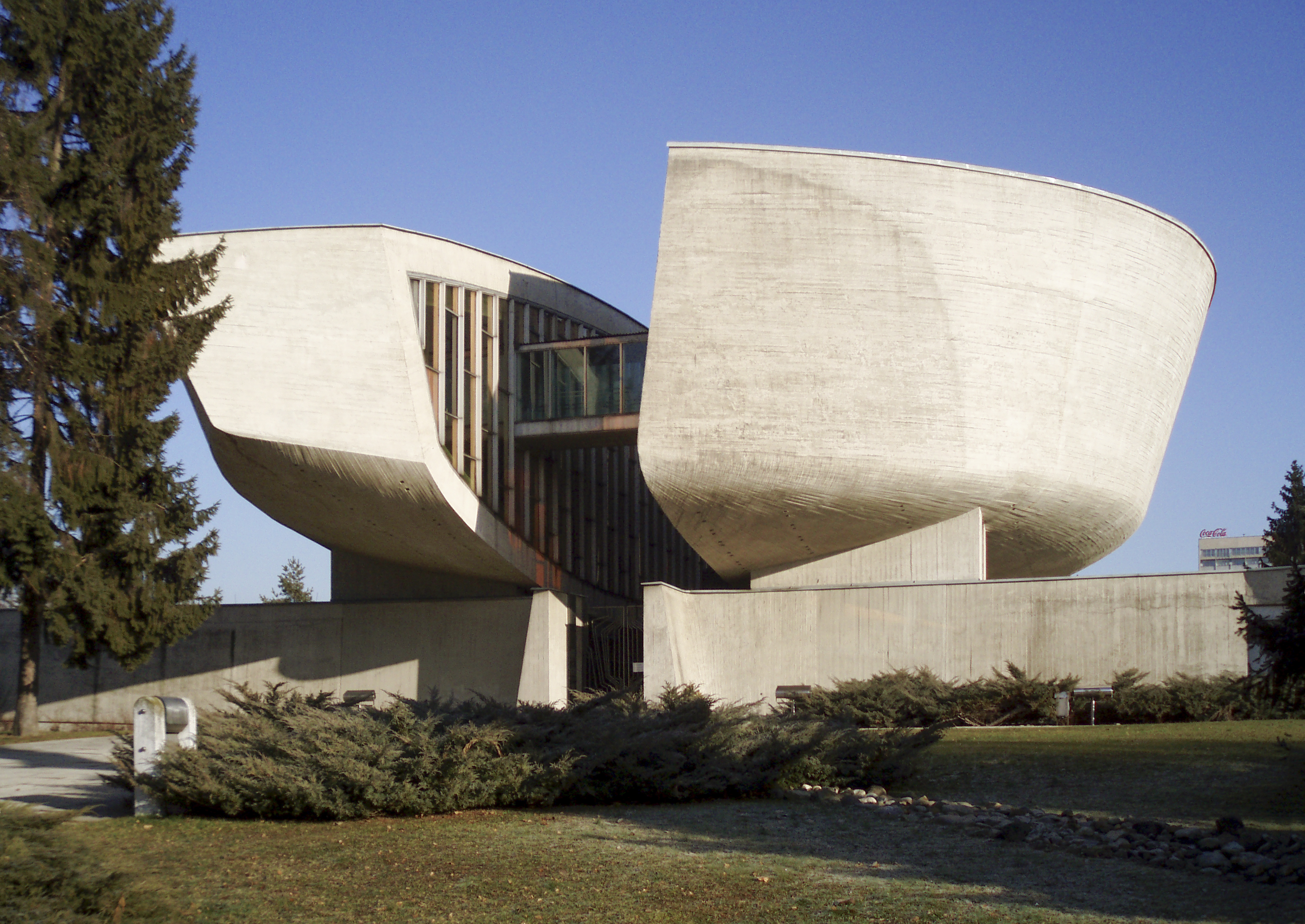
Banská Bystrica
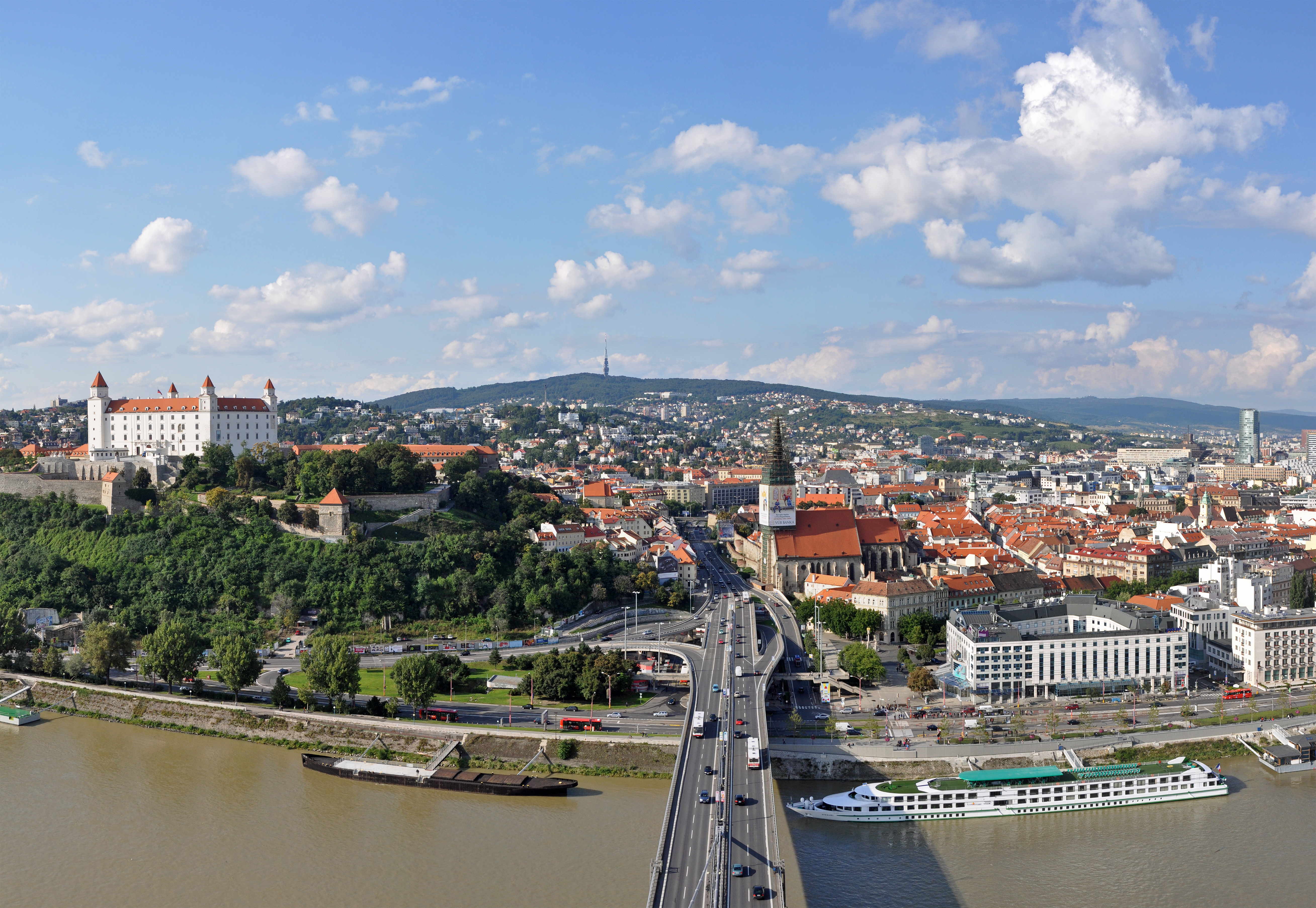
Bratislava
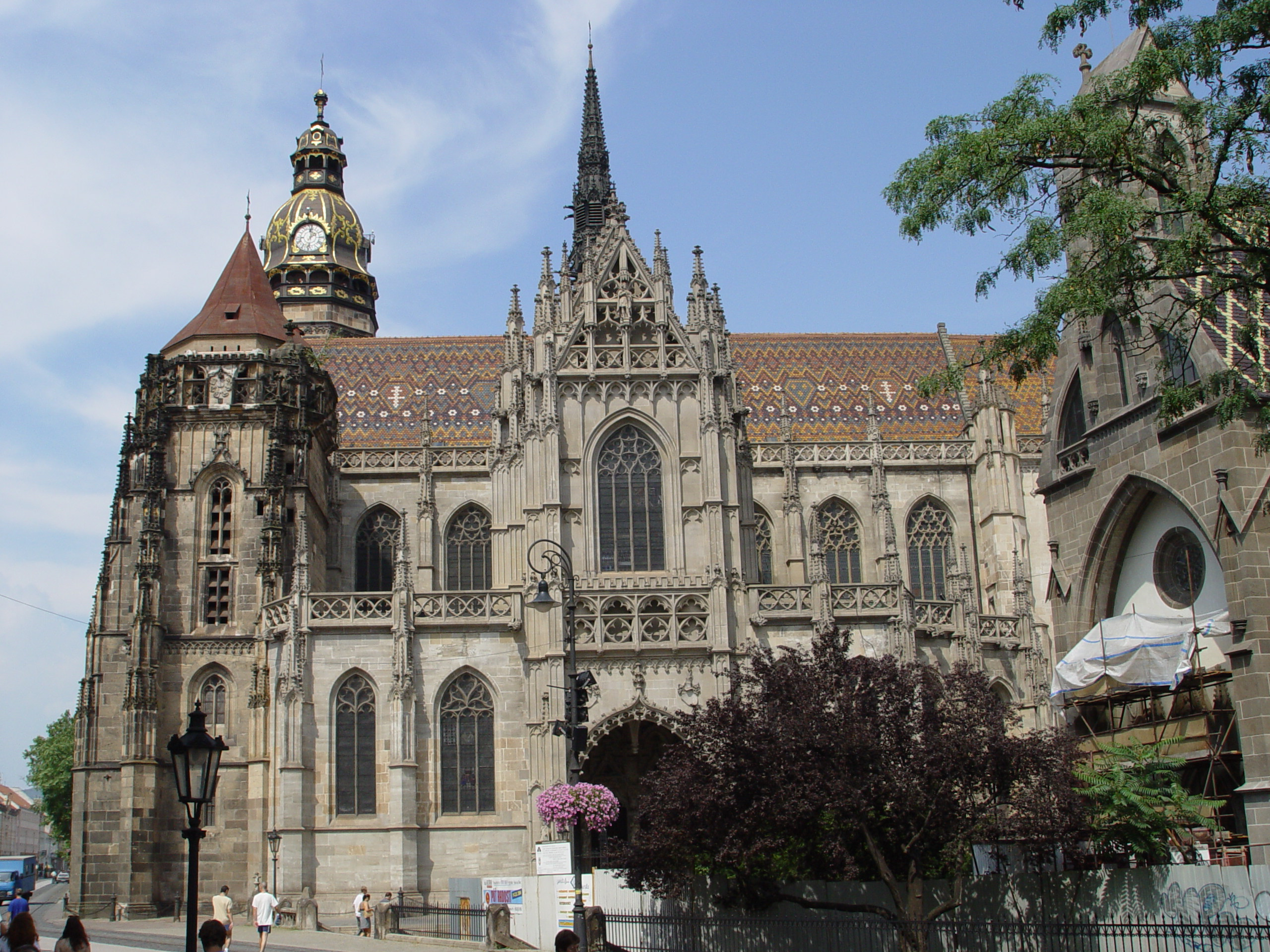
Košice
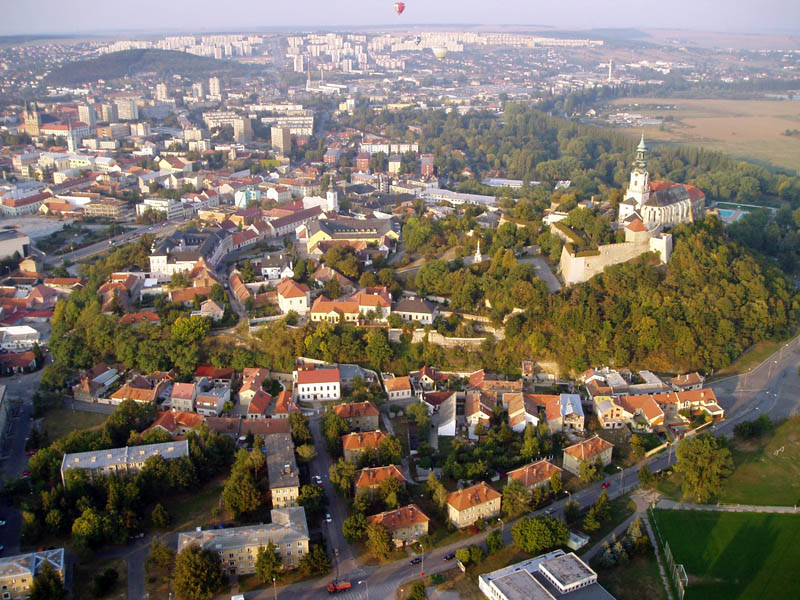
Nitra
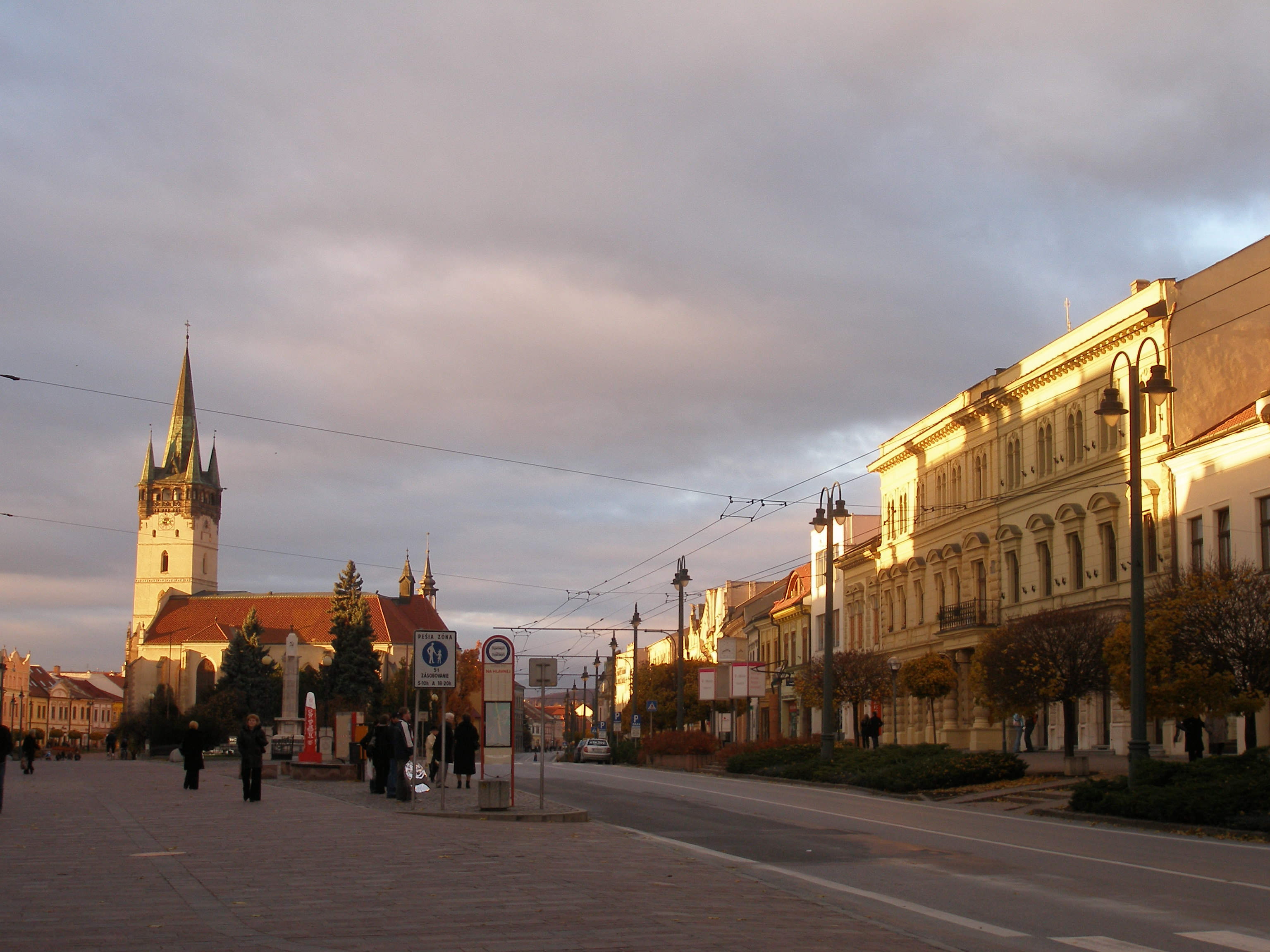
Prešov
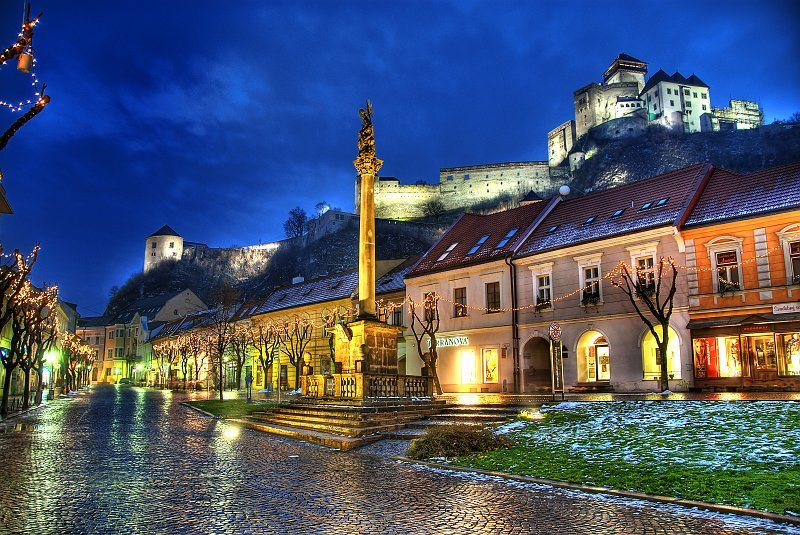
Trenčín
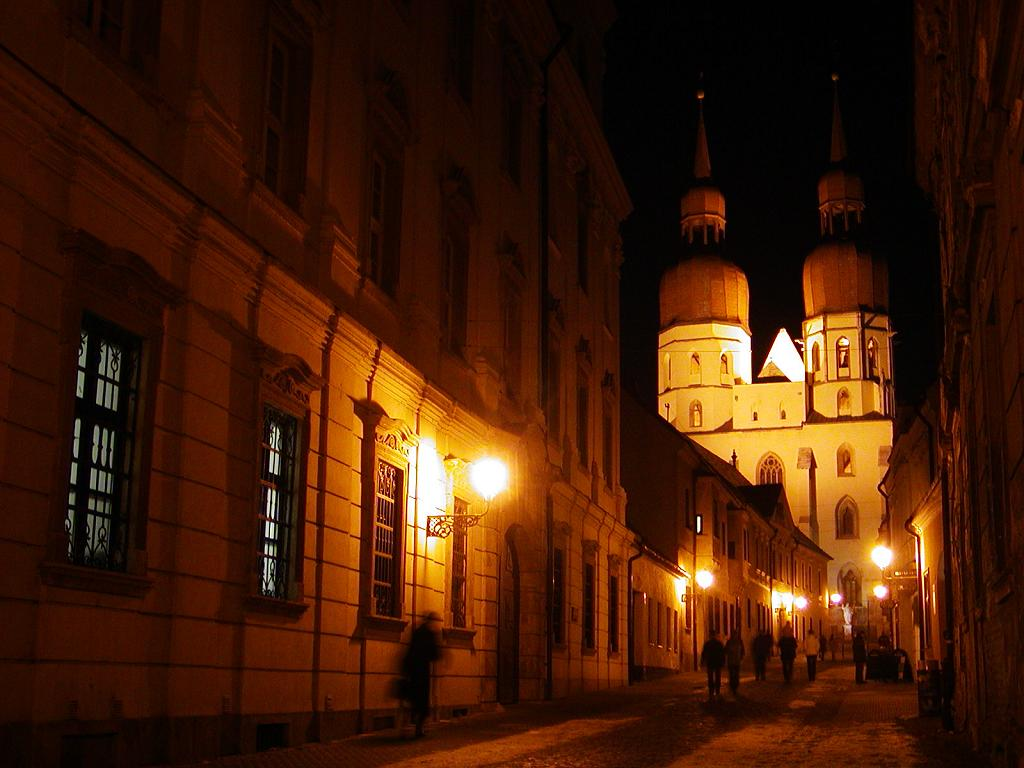
Trnava
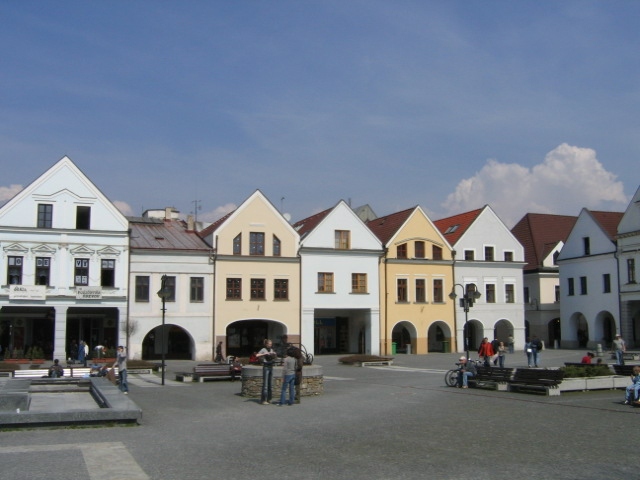
Žilina